# Maksutov-Teleskop

Strahlengang eines Maksutov-Cassegrain-Teleskops

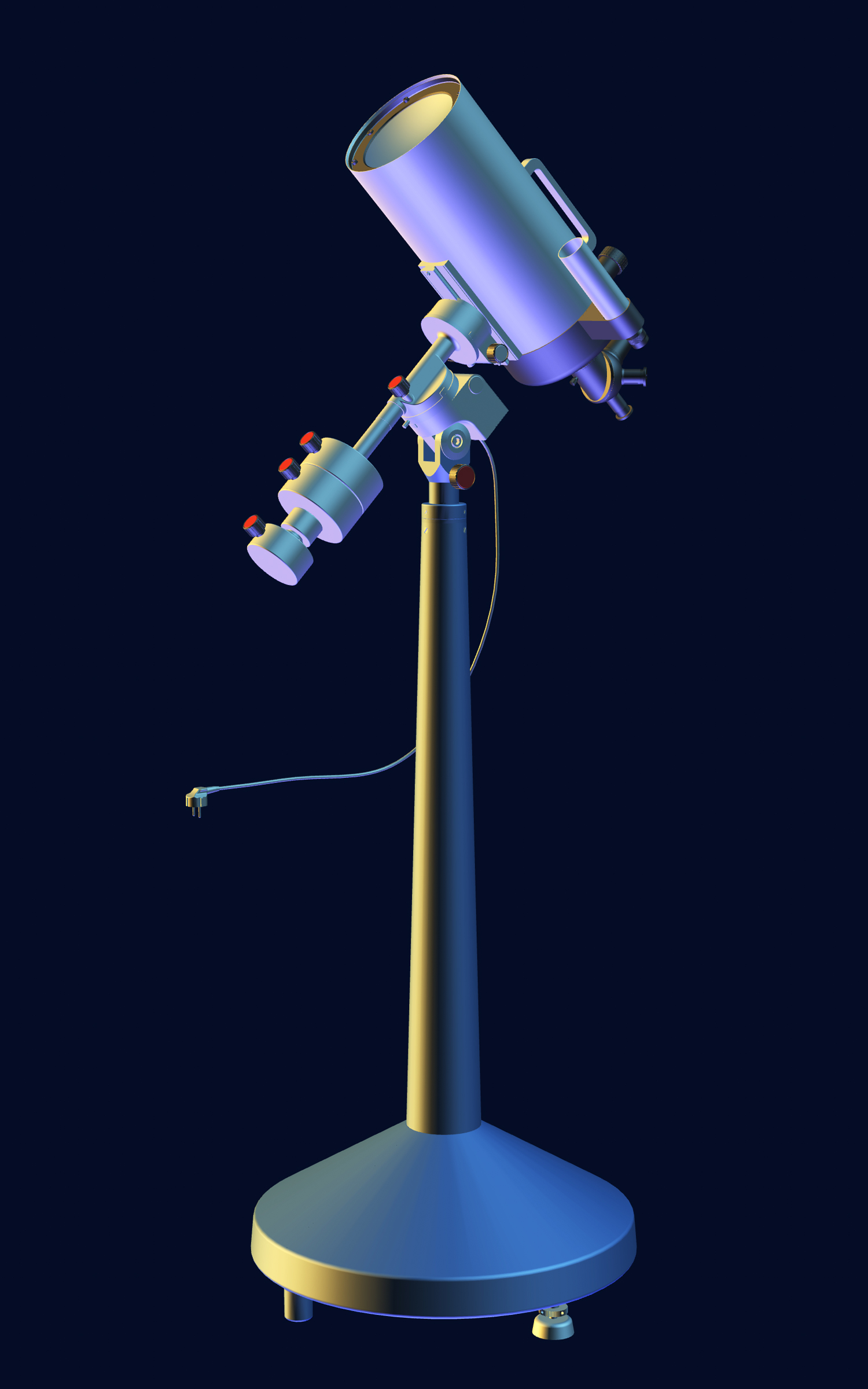
Das Maksutov-Teleskop MENISCAS 180. Eine 3D-PDF-Darstellung ist hier zu finden.

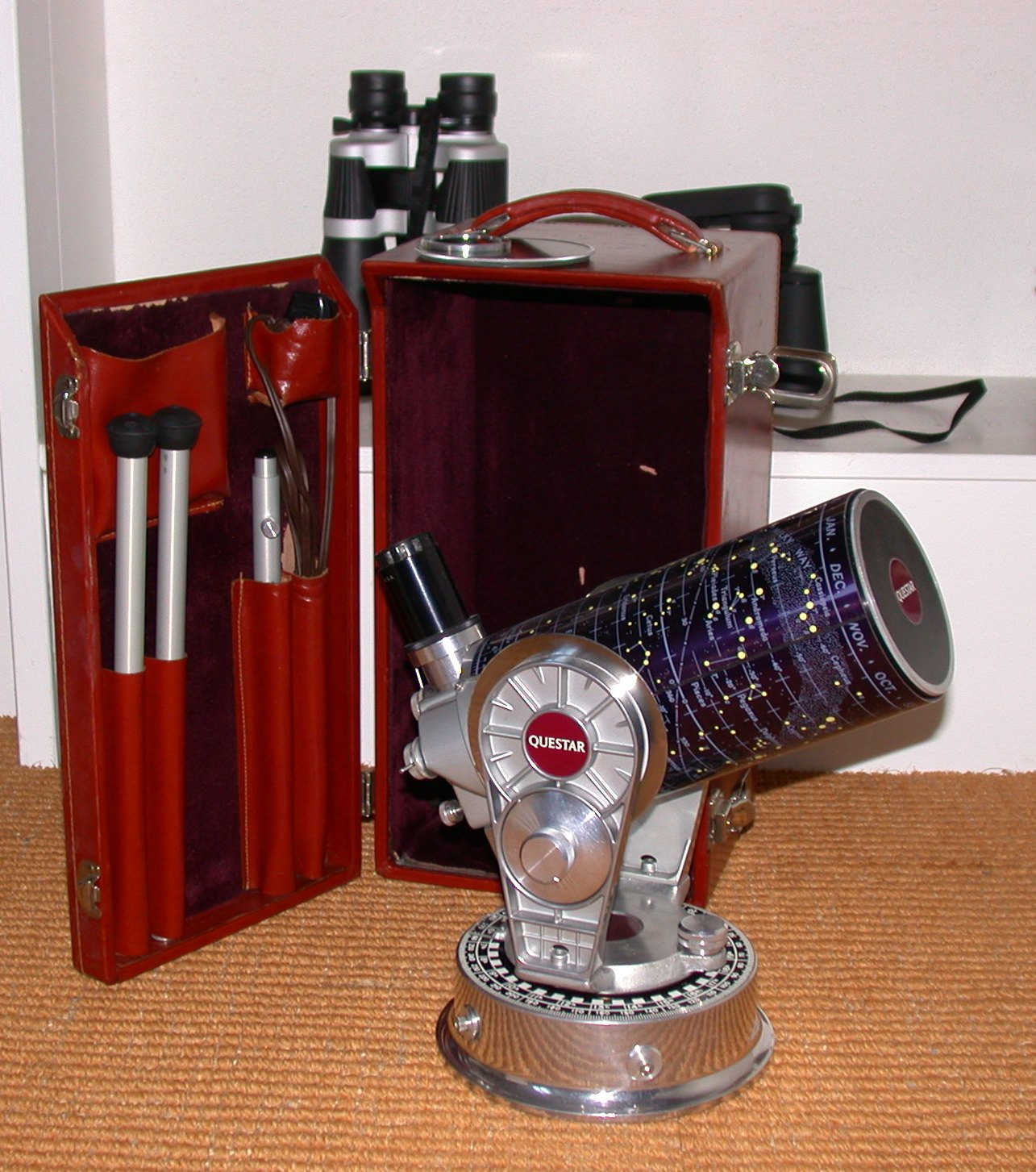
Seit 1954 in den USA hergestelltes Questar 3,5-Zoll-Maksutov-Cassegrain-Teleskop

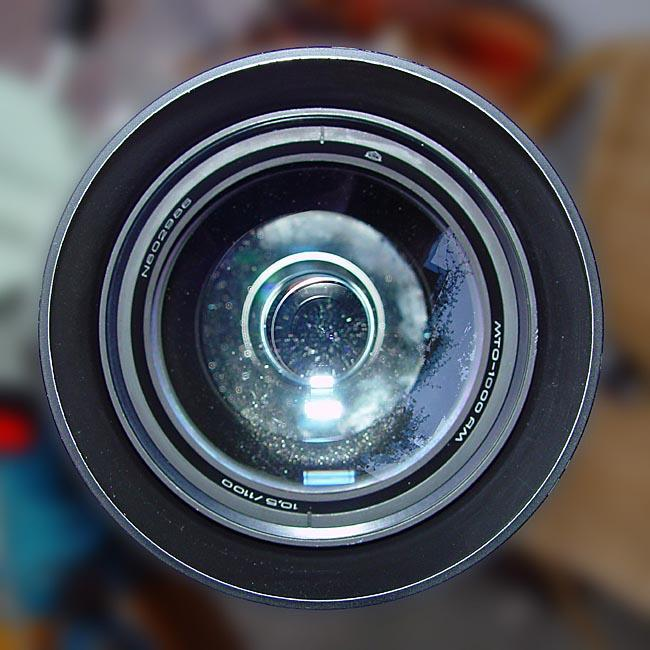
Ein Spiegelobjektiv vom Maksutov-Typ

Der Maksutov-Reflektor ist eine Teleskopkonstruktion, die nach dem russischen Optiker Dmitri Maksutow benannt wurde. Sie findet auch als Tele-Objektiv Verwendung. Das Maksutov-Teleskop wird meist mit Cassegrain-Strahlengang ausgeführt und ähnelt dann dem Schmidt-Cassegrain-Teleskop. Wie dieses hat es einen sphärischen Hauptspiegel, der in der Mitte durchbohrt ist. Seltener finden sich Maksutov-Newton-Teleskope, die vom Newton-Teleskop abgeleitet sind. Das reine Maksutov-Teleskop ist, wie das reine Schmidt-Teleskop, nur als Astrokamera nutzbar, da sich der Fokus im Tubusinneren befindet. Durch die Kombination aus Linsen und Spiegeln handelt es sich um ein katadioptrisches System. Wenngleich dieses Prinzip nach Maksutov benannt wird, wurde es unabhängig von Kurt Penning sowie von Albert Bouwers entdeckt.
Auch im deutschen Sprachraum hat sich die englische Schreibweise „Maksutov-Teleskop“ durchgesetzt, auch wenn nach offiziellen deutschen Transkriptionsregeln die Schreibweise „Maksutow-Teleskop“ korrekt wäre.
An der vorderen Tubusöffnung sitzt eine meniskusförmige Linse, welche die sphärische Aberration des Hauptspiegels korrigiert. Sie trägt gleichzeitig den Sekundärspiegel. Ist der auf die Linsenrückseite aufgedampft, nennt man die Konstruktion Gregory-Maksutov. Diese Linse, auch Korrektionsplatte genannt, ist zwar durchgebogen, hat aber über die ganze Fläche eine nahezu konstante Dicke. Der Farbfehler der Meniskuslinse ist deshalb äußerst gering. Da ihre optisch wirksamen Flächen, ebenso wie der Haupt- und der Fangspiegel, sphärisch sind, ist die Herstellung der Optik für ein Maksutov-Teleskop deutlich einfacher als bei anderen Teleskop-Typen. Trotzdem wird die Qualität dieser Optik bei kleineren Teleskopen durch kein anderes System übertroffen. Die Bauweise ist sehr kurz. Nachteilig ist nur das große Gewicht der dicken Korrektionsplatte.
Zur Fokussierung wird der Hauptspiegel axial mit einer Schraube, die am hinteren Ende aus dem Teleskop herausgeführt ist, verschoben. 
Die größten Teleskope in dieser Bauform befinden sich in den folgenden Sternwarten:
- Cerro El Roble, (AZT-16) mit einer Apertur (Öffnung) von 700 mm, Doppelmeniskus, die Optik wurde von Maksutov selbst gefertigt.
- Abastumani-Observatorium, Apertur 700 mm
- Krim-Observatorium, Apertur 650 mm

Die HRSC-Kamera der Marssonde Mars Express verfügt über eine SRC (Super Resolution Channel) genannte Optik vom Maksutov-Typ, die von Zeiss gefertigt wurde. Diese hat eine Apertur von 100 mm und eine Brennweite von 1000 mm. 
Es gibt eine Reihe von Herstellern von Maksutov-Teleskopen. Bekannt sind das MENISCAS 150/2250 und das MENISCAS 180 der Firma Carl Zeiss in Jena. Beide Geräte werden aber nicht mehr produziert. Heute bieten verschiedene russische, japanische und chinesische Hersteller Maksutov-Teleskope für die Amateurastronomie an.
Die beschriebene optische Anordnung ist in neuerer Zeit auch bei Spiegelobjektiven für Kleinbildkameras sehr beliebt, weil sie ein großes nutzbares Bildfeld hat. So gibt es Objektive mit Brennweiten von 500, 750 und 1000 mm. Geräte dieser Art kommen aus den Ländern der GUS in verschiedenen Bauformen, teilweise auch für das Mittelformat 6 × 6 cm.
Im Gegensatz zu reinen Teleskopoptiken nach Maksutow liegt bei Teleobjektiven der Fokus nach Haupt- und Gegenspiegel noch im Tubus. Mit einer brennweitenverlängernden Linsengruppe wird der Fokus so weit nach hinten verlagert, dass er auf die Filmebene einer angesetzten Kamera fällt. Die Brennweite des Systems wird dabei meist verdoppelt.
Mit einem Adapter lassen sich derartige Teleobjektive in Maksutov-Bauform auch als sehr kompakte Teleskope einsetzen. Verwendung finden zum Beispiel Adapter, die den Anschluss von handelsüblichen Okularen mit einem Steckdurchmesser von 1¼″ (31,75 mm) zulassen. Das wohl bekannteste Beispiel einer solchen Umnutzung ist das aus russischer Produktion stammende Teleobjektiv „MC MTO-11CA“ mit 1000 mm Brennweite bei 100 mm Öffnung, in Fachkreisen oftmals auch liebevoll als Russentonne bezeichnet.
Mit dem sogenannten Field-Maksutov-Reflektor ist zwischenzeitlich eine Variante entwickelt worden, bei der die Meniskuslinse nicht mehr vor der Tubusöffnung, sondern hinter dem Sekundärspiegel sitzt. Dieses System wurde von dem australischen Amateurastronomen Ralph W. Field 1981 entwickelt.
An einer ähnlichen Idee arbeitete seit 1974 der Russe Juri A. Klewzow. In seiner Lösung platzierte er zwei Meniskuslinsen vor dem Sekundärspiegel bzw. eine Meniskuslinse vor dem Mangin-Fangspiegel, was als Klevtsov-Teleskop bekannt ist.